# Chorinaeus laricianae
Chorinaeus laricianae är en stekelart som beskrevs av Kusigemati 1972. Chorinaeus laricianae ingår i släktet Chorinaeus och familjen brokparasitsteklar. Inga underarter finns listade i Catalogue of Life.